# 呉景
呉景（ご けい）
- 中国後漢末の武将。本項で解説する。
- 医書『諸病源候論』の作者。（新唐書芸文志。現在に伝わるのは巣元方による同名の書）
- 中国明の官吏。江津の守将。藍廷瑞の乱で城が陥落した際、反乱軍に屈せず「むしろ我を殺すも士民を殺すなかれ」と言ったため殺された。（忠義伝）

呉 景（ご けい、? - 203年）は、中国後漢末期の政治家・武将。揚州呉郡呉県の人。父は呉煇。母の名は不明。姉は呉夫人。子は呉奮・呉祺。孫は呉安・呉纂。『三国志』呉志 呉夫人伝 等に記録がある。

## 生涯
故郷を離れ、銭唐県に移住していたが、父母を早くに亡くし、姉とともに暮らしていた。孫堅が彼の姉に求婚したところ、呉氏一族の者達はこれを断ろうとしたが、孫堅が恨みを抱いたことを察した彼の姉が「将来に禍根を残すべきではない」と言ったため、呉氏一族の者達も考え直し、孫堅と縁戚になることを受け入れた。
姉は孫堅との間に4男1女を儲けた。呉景は孫堅の下で征伐に従い、功績を立て騎都尉に任命された。
孫堅の死後は、その軍勢を引き継いだ孫賁と共に袁術の元へ身を寄せた。
揚州攻略を狙う袁術から丹陽太守に任命されると、既存の太守周昕を討伐して郡を乗っ盗った。このとき、周昕に味方する民衆を無差別に死刑にすることを予告したため、周昕は止む無く故郷の会稽に引き揚げたという。
この頃、孫策は呉景の元に家族を預けて身を寄せ、曲阿で数百の兵を招募していた。しかし、涇県の山中に拠って丹陽に勢力を持っていた祖郎が、孫策を急襲し討ち死に直前まで追い込んだため、孫策軍は全滅に近い状況にまで撃破された。後に孫策は呉景の進言を容れ、孫河・呂範らと共に合力して祖郎を討伐し、敗走させた。
劉繇が袁術のいる寿春を避けて曲阿にいたため、当初は孫賁とともに劉繇を迎える姿勢を示したが、後に対立を深め丹陽を追われた。このため再び袁術を頼り、督軍中郎将に任命された。後に孫賁と共に横江津の樊能・于糜、当利口の張英を攻撃したが破れなかった。
加勢にきた孫策と共同して長江を渡り、劉繇の軍勢を追いつめたが、牛渚で孫策負傷の報が伝わると、降伏していた反乱者達が再び蜂起したため、それを討伐した。
孫策は劉繇を撃破し豫章に追いやると、呉景と孫賁に命じて袁術に戦果を報告させた。袁術は劉備への対抗策として呉景を起用し、広陵太守に任命した。
袁術が帝を僭称すると、孫策は袁術と絶交し、呉景も孫策の指示に従って広陵を放棄した。独立して統治体制を一新させた孫策から、改めて徐琨に代わって丹陽太守に任命された。建安2年（197年）、朝廷から議郎の王誧が巡察に来ると、呉景は朝廷より正式に揚武将軍を授かり、丹陽太守を兼任することも許された。
建安8年（203年）、在職したまま死去した。

## 子孫
- 呉奮 - 呉景の子。呉の新亭侯。
  - 呉安 - 呉奮の子。呉の新亭侯。
- 呉祺 - 呉景の子。呉の都亭侯。
  - 呉纂 - 呉祺の子。呉の都亭侯。

子の呉奮が後を継ぎ、部将として兵士を率いた。後に新亭侯に封じられている。孫権が荊州征伐に赴いたとき、呉郡都督として留め置かれたという。その死後はその子である呉安が跡を継いだが、彼は二宮事件で孫覇（魯王）を支持したため、後に誅殺された。呉奮の弟の呉祺がその跡を継ぎ都亭侯に封じられた。呉祺は孫権に気に入られ、張温や顧譚らとともに訴訟の取り捌きを任されたこともあったという。その跡は子の呉纂が継いだが、滕胤の娘婿であったため、滕胤の反乱に連座し殺害された。